# FC 도쿄 U-23
FC 도쿄 U-23(FC Tokyo Under-23)은 도쿄도를 연고로 했던 일본의 과거 축구 클럽이자 FC 도쿄의 리저브 팀으로 2016년 시즌 초 리그에 진출한 이후 J3리그에서 뛰었으며 과거 아지노모토 필드 니시가오카와 유메노시마 스타디움 사이에서 홈 경기를 공유했었다.

## 역사
2016년에 세레소 오사카, 감바 오사카와 리저브팀인 U-23팀을 만들어 J3리그에 참여 하였다. 일반 다른 리저브팀과 다르게 팀명 뒤에 '-B'가 아닌 'U-23'이라는 명칭을 사용하였다. 이 리저브팀들은 J2리그로 승격할 수 없으며, 23세 이상의 선수들은 최대 3명만이 참여할 수 있었다. 이러한 리저브팀 운영은 2020년에 종료되었다.

## 역대 감독
| 감독          | 임기 |
| ------------- | ---- |
| 안마 다카요시 | 2016 |
| 안마 다카요시 | 2018 |